# Minóg ukraiński

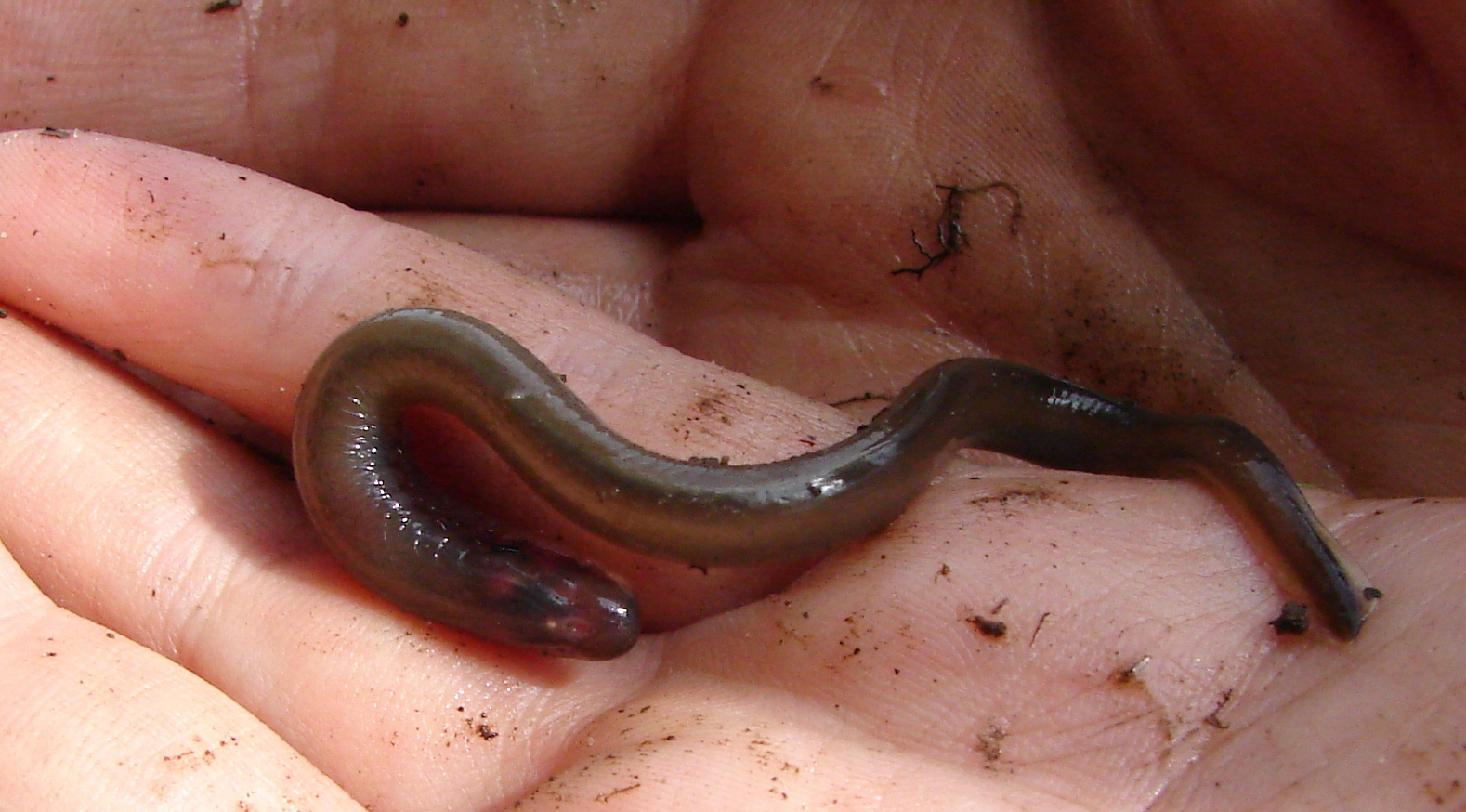
Ślepica

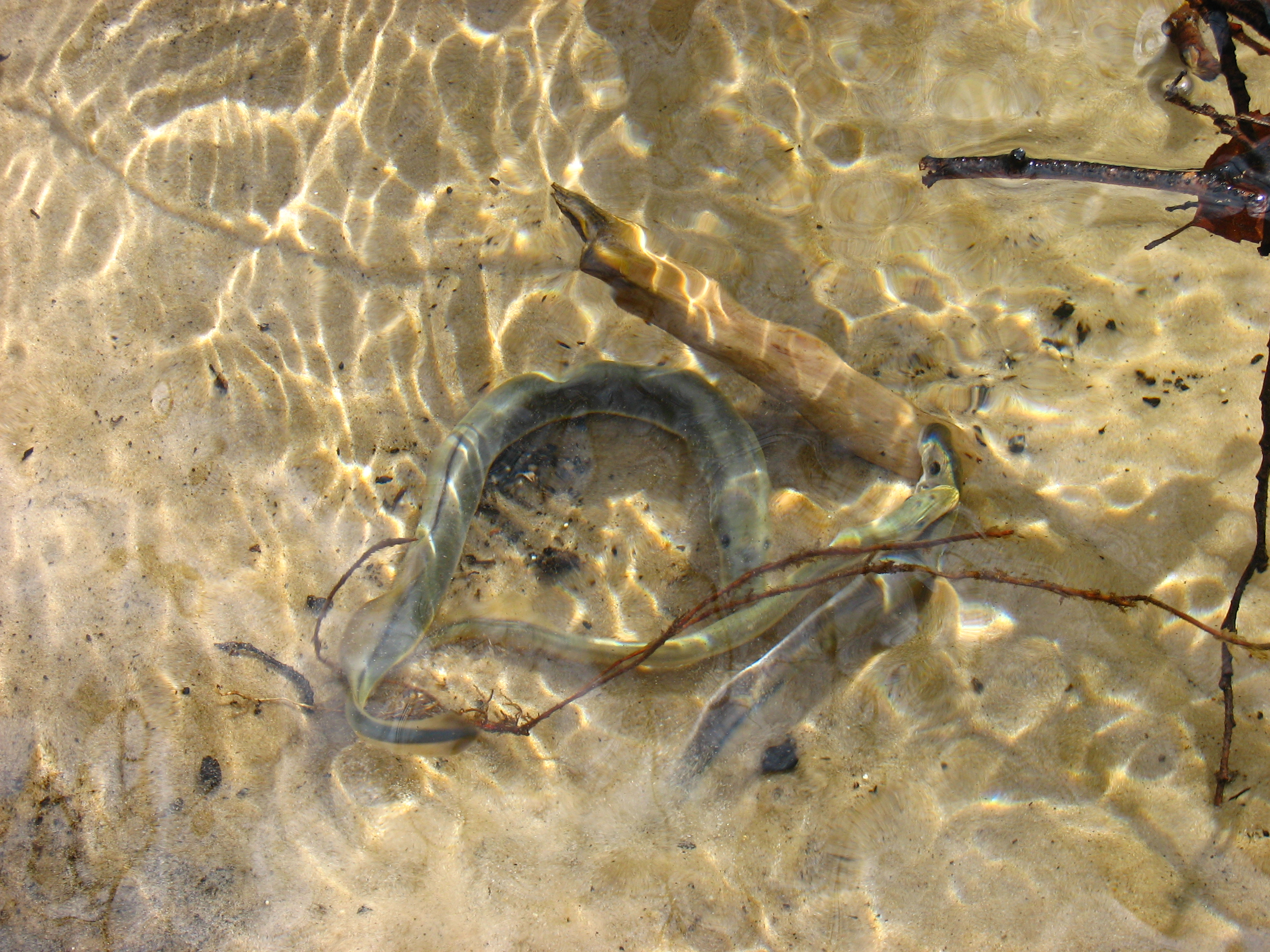
Osobniki dorosłe w trakcie tarła

Minóg ukraiński, minog ukraiński (Eudontomyzon mariae) – europejski gatunek niepasożytniczego bezżuchwowca z rodziny minogowatych (Petromyzontidae).

## Zasięg występowania
Występuje w zlewiskach Morza Bałtyckiego (dorzecza Odry, Wisły i Niemna), Czarnego (dorzecza dolnego Dunaju, z wyjątkiem Cisy i Temeszu, Prutu, Dniestru, Dniepru, Donu i Kubania oraz w rzekach Gruzji), Egejskiego (dorzecze Wardaru) i Kaspijskiego (dorzecze Wołgi). Odnotowano również jeden przypadek występowania minoga ukraińskiego w dorzeczu górnej Morawy.

## Budowa ciała
Osiąga 12–22 cm długości (średnio 18 cm) oraz 3,5–12,5 g masy. Posiada gładką, bezłuską skórę, pokrytą śluzem, ciało w przekroju walcowate. Procentowe proporcje długości poszczególnych części ciała są następujące: odcinek przedskrzelowy 6,9–12,1% długości całkowitej, odcinek skrzelowy 8,5–12,3%, tułów 44,9–54,4%, ogon 24,3–31,3%, otwór kloaczny 0,4–2,2%, oko 0,7–2,1%, przyssawka 2,2–5,8%. Wzdłuż tułowia 60–73 miomery. Płetwa ogonowa ma zazwyczaj kształt łopatkowaty (u 97% osobników), bądź zaokrąglony. Grzbiet czarny, boki i spód ciała białe lub kremowe. Linia boczna może być ciemno pigmentowana, przynajmniej po stronie brzusznej. Płetwa ogonowa ciemnoszara do czarnej.

## Biologia i ekologia

### Tryb życia
Osobniki dorosłe żyją w wodach słodkich, w górskich i podgórskich strumieniach, rzekach i jeziorach z czystą, dobrze natlenioną wodą i piaszczysto-żwirowym podłożu.
Larwy zwane ślepicami żyją zagrzebane w miękkim, bogatym w detrytus podłożu, w miejscach o słabym prądzie, często pod nawisami brzegowymi. Żyją do 7 lat.

### Odżywiane
Ślepice żywią się okrzemkami i detrytusem. osobniki dorosłe nie są pasożytami, choć odnotowywano takie rzadkie przypadki na Słowacji i w Prucie.

### Rozród
Metamorfoza w Polsce i na Słowacji ma miejsce we wrześniu, zaś na Ukrainie – w lipcu. Tarło dobywa się w dużych skupiskach, za dnia w kwietniu, maju i czerwcu w miejscach o piaszczystym bądź żwirowy dnie, czasem również gliniastym. W jego trakcie samce wykopują płytki dołek do którego samice składają jaja. Jedna samica składa od około 1950 do 7100 ziaren ikry. Po tarle osobniki dorosłe giną. Przeobrażenie larw następuje po okresie 3,5 do 4,5 roku.

## Ochrona
Na terenie Polski gatunek był objęty ścisłą ochroną gatunkową. Od 2014 r. podlega ochronie częściowej.